# Königsplatz
La Königsplatz (en français « place Royale ») est une place de Munich située dans le Maxvorstadt, formant avec la Brienner Straße un des ensembles architecturaux les plus prestigieux de la ville.

## Histoire
Sur une idée de Napoléon, la place a été construite par Louis Ier de Bavière dans le style classique inspiré par la Grèce antique, elle est de ce fait surnommée l'« Athènes sur l'Isar ».
Les architectes Karl von Fischer et Leo von Klenze ont aménagé la place.

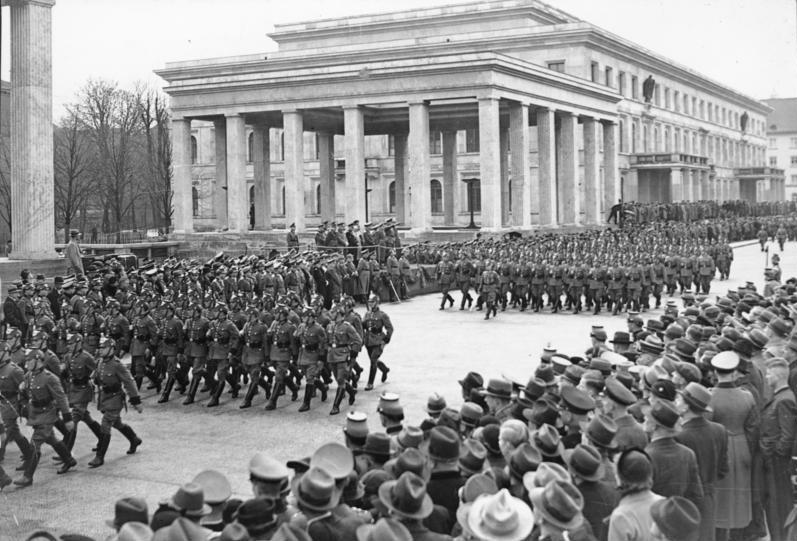
Un défilé longeant l'un des deux Ehrentempel, temple d'honneur de la Königsplatz.

La Königsplatz a été un haut lieu des manifestations nazies, étant idéalement située à proximité immédiate de la Maison Brune et du Führerbau. Elle était à l'époque entièrement pavée et deux Ehrentempel (temples d'honneur) faisaient face au Propylée. Le principal autodafé de Munich eut lieu sur cette place le 10 mai 1933. Les fondations de ces temples ont subsisté, à proximité de l'actuel Centre de documentation sur l'histoire du national-socialisme.
Elle reste aujourd'hui un centre de la vie culturelle munichoise, abritant la Glyptothèque et le Staatliche Antikensammlungen, deux musées importants consacrés à l'art grec et romain.

Panorama.
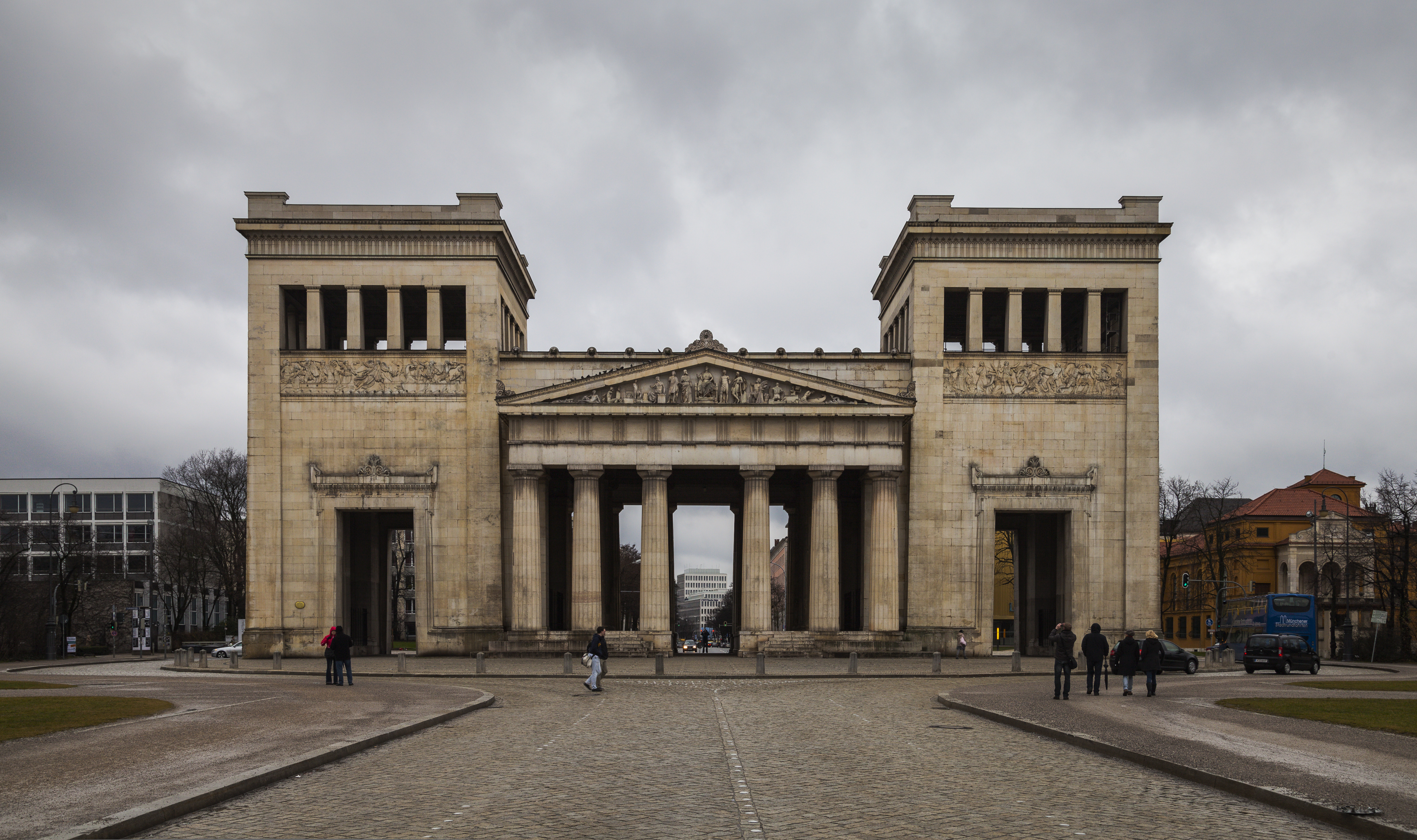
Propylée.
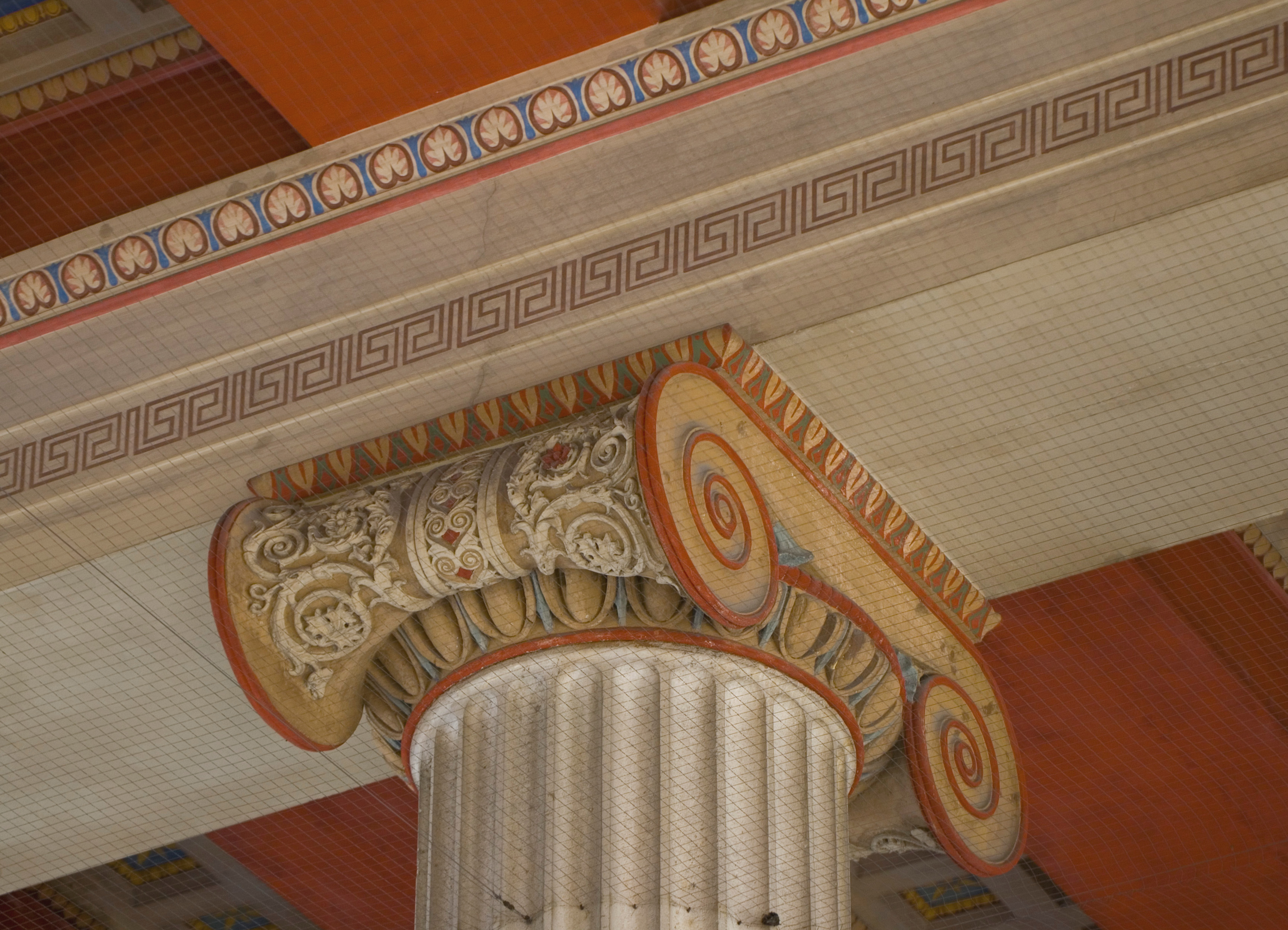
Intérieur du Propylée.
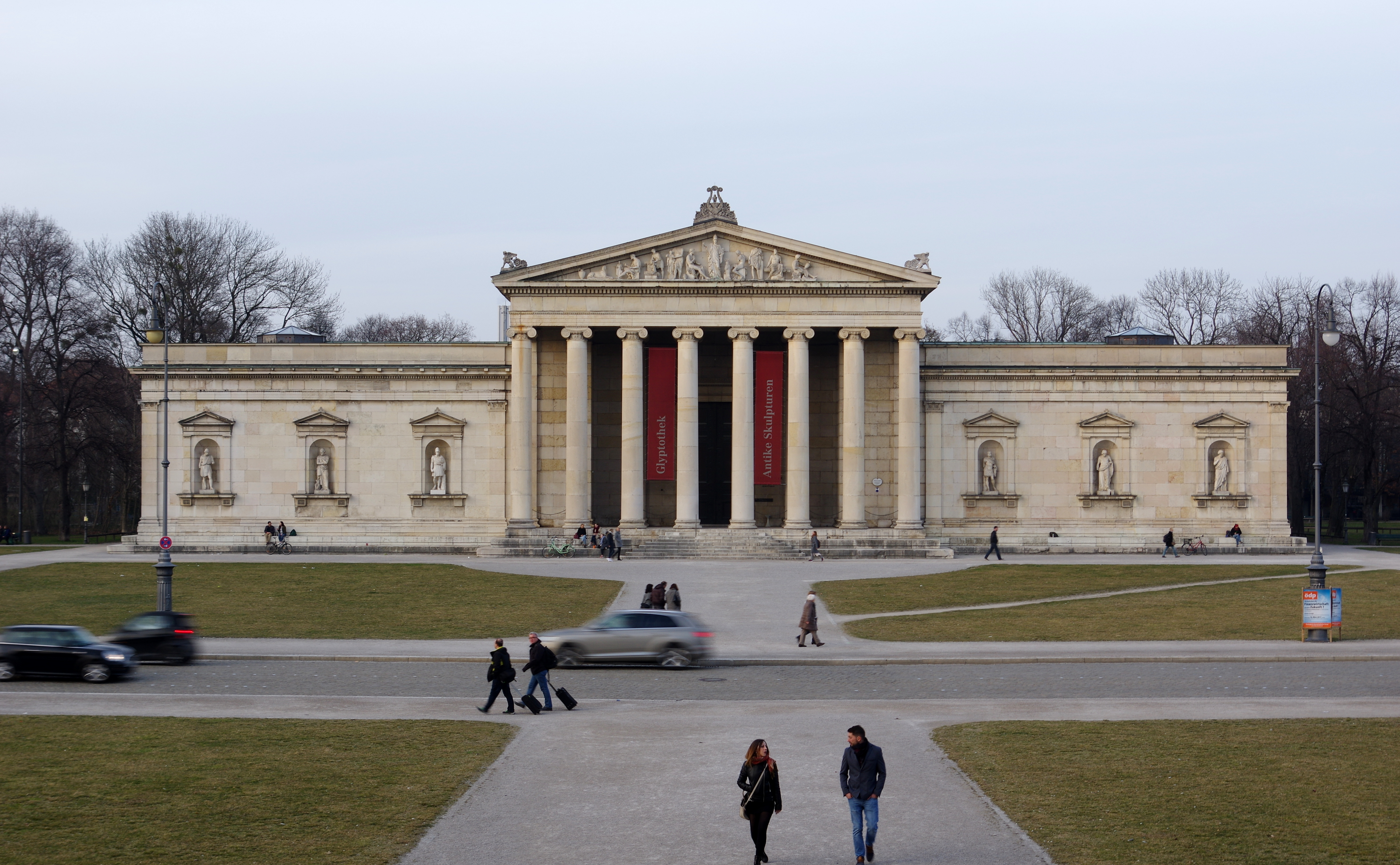
Glyptothèque.
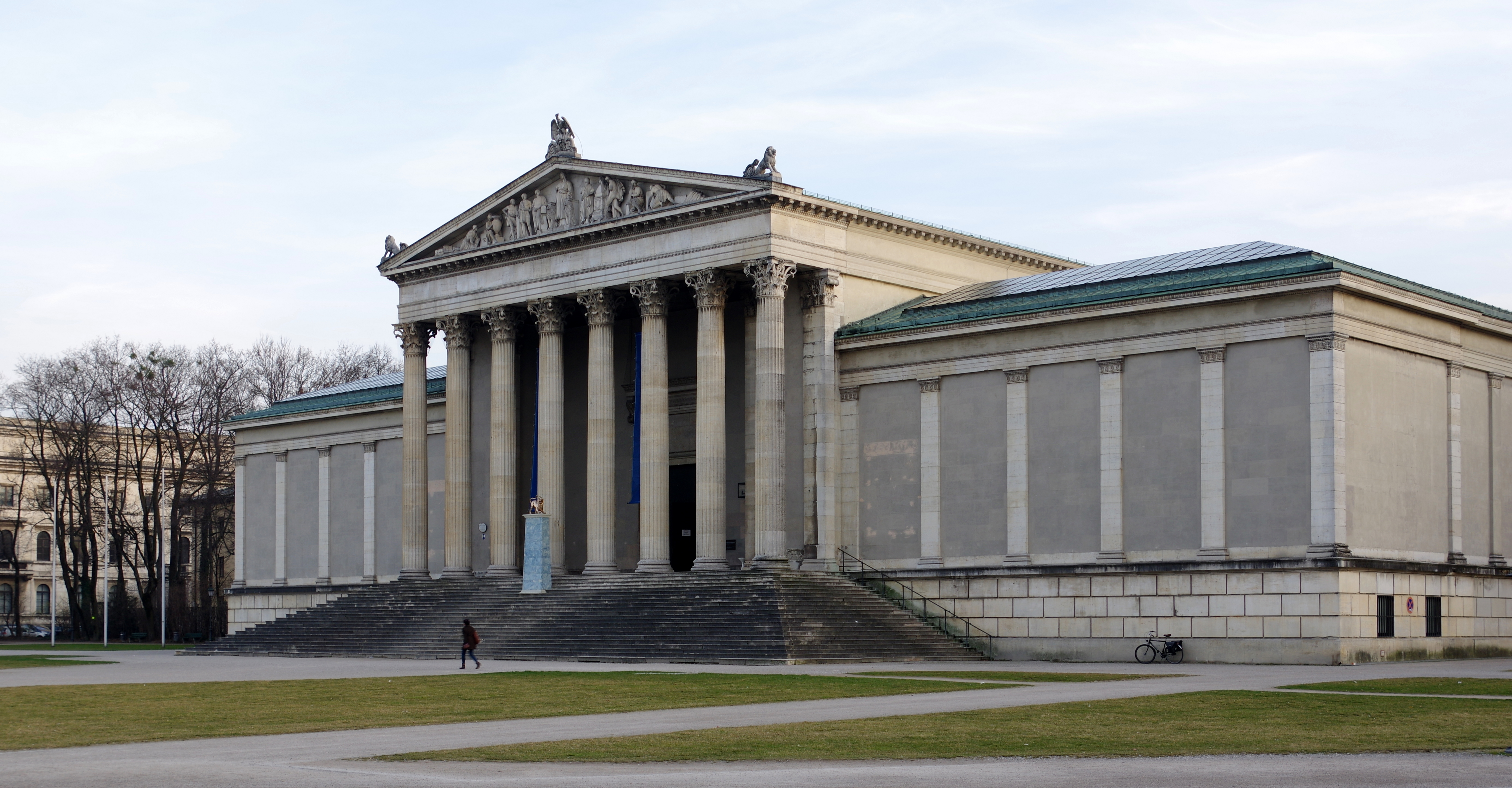
Musée des Antiquités.

## Transports
La place est desservie par la station Königsplatz de la ligne 2 du métro de Munich.